# Vermittlungsamt
Vermittlungsämter waren in der Telekommunikation notwendig, bevor um 1889 die Selbstwähleinrichtung erfunden worden war.
Vermittlungsämter (telephone exchanges) wurden ab etwa 1878 in Nordamerika zur Vermittlung des Telefonverkehrs zwischen den Bewohnern eines und desselben Ortes eingerichtet.
Von einer Zentralstelle aus wurden Leitungsdrähte in die Wohnungen der Teilnehmer gezogen und mit den Fernsprechapparaten verbunden. Auf der Zentralstelle, dem so genannten Vermittlungsamt, wurden technische Einrichtungen geschaffen, mit denen sich beliebige Verbindungen zwischen den Teilnehmerleitungen herstellen ließen.
Angeschlossene Teilnehmer hatten sowohl die Möglichkeit, sich  mit jedem anderen Teilnehmer unmittelbar mittels Fernsprecher zu unterhalten, als auch die Möglichkeit, dem Vermittlungsamt Nachrichten zur Weiterbeförderung zu übermitteln. Wie alle telegraphischen Einrichtungen in den Vereinigten Staaten, wurden auch diese Stadt-Fernsprechanlagen durch Privatgesellschaften hergestellt und betrieben.
Ähnliche Einrichtungen entstanden bald darauf auch in London und Paris; 1880 folgte die deutsche Reichs-Telegraphenverwaltung, die 1881 in Berlin und bald darauf in Mülhausen (Elsass), Frankfurt am Main und Hamburg den Betrieb von Fernsprechanlagen eröffnete; im Januar 1885 waren bereits in 58 Städten des Reichspostgebiets allgemeine Fernsprechanlagen im Betrieb oder in der Ausführung begriffen. 7.311 Personen nahmen an den Einrichtungen teil; die Gesamtlänge der Stadt-Fernsprechleitungen betrug 16.291 Kilometer.